# Bičování chodidel

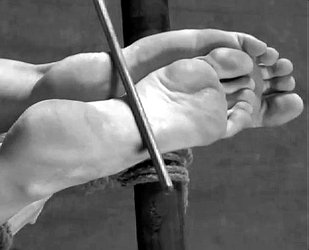
Bičování chodidel holí

Bičování chodidel je forma tělesného trestu a mučení, při níž jsou plosky bosých chodidel člověka bičována různými předměty (například rákoskou nebo holí). Nejstarší zmínky o tomto druhu trestu v Evropě pochází z roku 1537 a v Číně z roku 960, odkazy na tuto praktiku však lze nalézt i v Bibli. Je znám pod řadou názvů, vycházejících z různých jazyků, mezi něž patří bastinado (počeštěně baštonáda) nebo falaka. Druhý zmíněný název pochází z oblasti Blízkého východu.
Bičování plosek bosých chodidel je rovněž sadomasochistickou sexuální praktikou.